# Przeciwwaga anteny

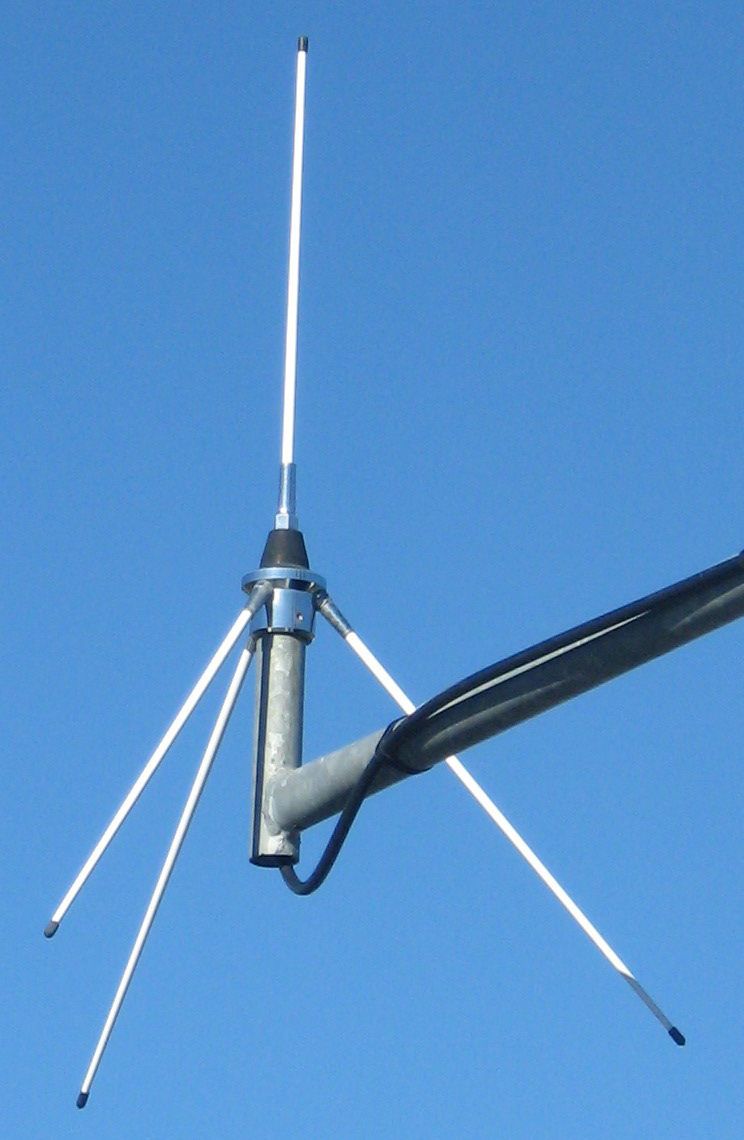
Antena z trzema prętami przeciwwagi

Przeciwwaga anteny – przewodząca płaszczyzna (nazywana również płaszczyzną uziemienia, co bywa mylące, bo nie zawsze jest uziemiona) lub zestaw prętów. Antena z przeciwwagą często występuje pod nazwą antena GP (od angielskiego terminu ground plane).

## Funkcja i zasada działania
Przeciwwaga (zwykle uziemiona) zwiększa sprawność anteny, ponieważ odbija część fal radiowych, które w przeciwnym razie byłyby pochłonięte przez ziemię i zamienione na energię cieplną. Gdyby ziemia przewodziła tak dobrze jak miedź, stanowiłaby naturalną przeciwwagę, praktycznie bez strat energii. W rzeczywistości straty wynikają z obecności materii częściowo przewodzącej.
Obecność idealnych przewodników nie powoduje strat energii, ale zmienia charakterystykę promieniowania anteny. Jeśli przeciwwaga jest dostatecznie rozległa i wykonana z idealnego przewodnika, zachowuje się jak brakujące ramię pionowego dipola. Można to porównać do efektu, jaki daje zwierciadło w przypadku świecącego pręta, np. świetlówki.
Płaszczyznę przeciwwagi tworzą zwykle trzy lub cztery pręty (również myląco nazywane przeciwwagami) o długości co najmniej λ/4 (ćwierć długości fali), połączone z sobą i odchodzące od podstawy anteny. Promiennik stanowi jeden pręt pionowy, o długości λ/4. Liczba i kąt nachylenia prętów przeciwwagi wpływa na rezystancję wejściową anteny.
- Przy trzech prętach i kącie nachylenia 90° – opór wejściowy wynosi 35 Ω
- Przy kącie 135° – opór wzrasta do 50 Ω, co pozwala na dopasowanie do standardowych kabli koncentrycznych RG-58 (50 Ω)
- Przy kącie 180° – antena zamienia się w pionowy dipol prosty, osiągając impedancję 75 Ω

Końce przeciwwag powinny być dobrze izolowane od promiennika. Przy dłuższych falach, gdy promiennik (maszt) jest wysoki, zastosowanie izolatora jest kłopotliwe. Ponieważ dolny punkt anteny ma niewielki potencjał względem ziemi, może on zostać uziemiony, a zasilanie odbywa się wówczas poprzez transformator gamma.

## Karoseria pojazdu jako przeciwwaga
Jako „naturalna” przeciwwaga często wykorzystywana jest karoseria pojazdu. Na przykład dla częstotliwości 150 MHz długość fali wynosi 2 metry, więc jeśli na środku dachu pojazdu umieścimy pionowy promiennik o długości:
0,25 × 2 m = 50 cm
Blaszana karoseria pojazdu będzie skuteczną przeciwwagą, jeśli jej poziome wymiary będą nie mniejsze od dysku o średnicy 1 metra.
Przy zastosowaniu podstawy magnetycznej (tzw. "magnet mount"), metalowa powierzchnia dachu lub maski samochodu pełni rolę przeciwwagi, zapewniając lepszą skuteczność propagacyjną anteny.

## Przeciwwaga w antenach drutowych
Przeciwwagi są także stosowane w antenach drutowych, takich jak:
- Inverted V – gdzie jako przeciwwaga służą odcinki przewodów połączone z uziemieniem.
- Vertical HF – np. anteny do pasm 80m lub 40m, w których stosuje się wieloelementowe systemy przeciwwag.

Przykładem są anteny pionowe instalowane na ziemi, gdzie jako przeciwwaga wykorzystywane są długie promieniste przewody układane na powierzchni ziemi lub zakopywane płytko pod powierzchnią (radiale). W takich antenach im więcej radialów, tym lepsza sprawność anteny.

## Wpływ przeciwwagi na charakterystykę promieniowania
Charakterystyka promieniowania anteny GP w płaszczyźnie poziomej jest w przybliżeniu dookólna i zależy od liczby prętów przeciwwagi (im więcej prętów, tym większa symetria).
- W przypadku trzech lub czterech prętów przeciwwagi kształt charakterystyki jest niemal kołowy.
- Przy zastosowaniu przeciwwagi w postaci przewodzącego poziomego dysku zachodzi pełna symetria, co przekłada się na idealnie dookólną charakterystykę.
- Nachylenie przeciwwag wpływa na kąt promieniowania anteny, co może być istotne w łącznościach dalekosiężnych (DX).

## Nowoczesne zastosowania
Współczesne rozwiązania technologiczne pozwalają na optymalizację przeciwwag w nowoczesnych antenach. W niektórych systemach stosuje się sztuczne przeciwwagi, np. w postaci siatek lub ekranowanych płyt montowanych pod anteną. Są one często wykorzystywane w:
- Antenach wojskowych – gdzie liczy się kompaktowość i skuteczność.
- Antennach do dronów i UAV – gdzie waga i rozmiary są ograniczone.
- Nowoczesnych antenach bazowych VHF/UHF – np. anteny stosowane w systemach ratunkowych i policyjnych.